# 西羌
西羌，為漢朝時居住在西北地區的少數民族，活動於今日的甘肅省、青海省至四川省一帶。在東漢時，西羌成立數個部落國家，或成為東漢附庸，或與東漢敵對。可能源自古羌人，為今日羌族、藏族等民族先祖。

## 歷史
西羌可能源自於商朝鬼方，如《世本》記載，西羌中的先零羌為鬼方後代。《后汉书·西羌传》则认为西羌源自三苗。
戰國時代，在秦國的威脅下，羌人势力向西迁移到今天的青海、川西、新疆一带。《后汉书·西羌传》记载了羌人奴隶无弋爰剑逃离秦国追杀，迁到湟水流域成为羌人领袖的事迹。
西漢時，羌族主体居住在今甘肅、青海一带，在新疆、西藏、四川亦有分布。甘肃青海一带的西羌，有先零羌、烧当羌、钟羌、勒姐羌、卑湳羌、当煎羌等众多部落。新疆东部有婼羌、阿钩羌等部族，西藏东部有发羌、唐牦，四川有牦牛羌、白马羌、参狼羌、青衣羌等诸多部落。
漢武帝時，畿內關中地區已有大量羌族移民與漢族雜居。永平元年（58年），以馬武為捕虜將軍，中郎將王豐為副將，率四萬大軍前去平定羌族，追擊到東、西邯（今青海化隆回族自治縣南），斬首四千六百級，俘一千六百人。
东汉后期，大部分羌族人口已纳入中原王朝的统治。但羌人時叛時降，反復不定。三國時羌族更大规模地遷居中原，並進入河套地區。五胡十六国时期，羌人姚苌利用前秦淝水之战兵败后，关中空虚之际，于384年自称万年秦王。386年姚苌称帝于长安，建立了十六国中的后秦。

## 學術研究
台灣學者姚大中認為，西戎在漢朝之後被改稱西羌，即羌族的前身。王明坷認為介於漢族與藏族之間的羌族，血統上源自於古羌人與西羌。岑仲勉考證，「羌」這個名稱起源自古突厥語。
亦有研究指出西戎人群是自華夏人群分裂出來。